# 巴斯 (種姓)
巴斯，是一個分布印度北方邦、比哈爾邦、哈里亞纳邦和尼泊爾德賴平原的賤民種姓。

## 現况
他們傳統上是小農，現在許多人開始遷移到城市從事商業，私人和政府服務和工業勞動。
在比哈爾邦，他們的另一職業是採收棕櫚釀酒(高種姓眼中的低賤職業)。